# (22753) 1998 WT
1998 WT (asteroide 22753) é um APL. Possui uma excentricidade de 0.56973322 e uma inclinação de 3.20456º.
Este asteroide foi descoberto no dia 16 de novembro de 1998 por LINEAR em Socorro.